# Kokkino
Kokkino (griechisch 'Κόκκινο (n. sg.)) ist ein Dorf der Gemeinde Orchomenos in der griechischen Region Mittelgriechenland mit 618 Einwohnern. Gemeinsam mit drei weiteren umliegenden Siedlungen bildet es die gleichnamige Kinotita mit 812 Einwohnern (2011). Die mykenische Siedlung Gla liegt westlich des Dorfes.

## Geographie
Der Ort liegt am Nordhang des Berges Ptoion (Πελαγία) auf einer Höhe von 232 m. Zusammen mit den Orten Agios Ioannis (Άγιος Ιωάννης) und Skroponeria (Σκροπονέρια), sowie dem Kloster Pelagia (Μονή Πελαγίας), bildet er die Kinotita Kinotita Kokkinou (Κοινότητα Κόκκινου), mit insgesamt 812 Einwohnern.
Ein großer Teil der Bevölkerung arbeitet im nahegelegenen Eisenwerk Geniki Metallevtiki ke Metallourgiki Eonimi Eteria «LARKO» (Γενική Μεταλλευτική και Μεταλλουργική Ανώνυμη Εταιρεία «ΛΑΡΚΟ»).
Im Ort gibt es eine Grundschule und die orthodoxe Kirche Kimitiriakos Naos Agiou Athanasiou Kokkinou (Ιερός Κοιμητηριακός Ναός Αγίου Αθανασίου Κοκκίνου).

## Geschichte
Es gibt nur spärliche Quellen zur Geschichte. Offenbar wurde der Ort im 15. Jahrhundert wahrscheinlich von Arvaniten besiedelt.
Unter türkischer Herrschaft gehörte der Ort zur Woiwodschaft Martino (Βοϊβόδα του Μαρτίνου).

### Verwaltung
Kokkino war seit der Gemeindegründung von Akrefnia zwischen 1835 und 1848 deren Verwaltungssitz. Mit der umfangreichen Gebietsreform 1912 wurde die Gemeinde Akrefnia aufgelöst und Kokkino bildete zusammen mit dem damaligen Kokkino Metallio (heute Agios Ioannis) eine selbständige Landgemeinde. Kokkino Metallio wurde 1920 in Neo Kokkino umbenannt und schließlich 1957 in Agios Ioannis. Mit der Gebietsreform 1997 kam Kokkino erneut zur erneut gegründeten Gemeinde Akrefnia. Das Kloster Pelagia sowie der Küstenort Skroponeria kamen 2001 als Siedlungen zu Kokkino. Mit der Verwaltungsreform 2011 wurden die Gemeinden Akrefnia und Orchomenos zur neuen Gemeinde Orchomenos zusammengelegt, Kokkino bildete nun mit den zugehörigen Orten eine Ortsgemeinschaft (Τοπική Κοινότητα Topikí Kinótita), dieser Begriff wurde mit dem Kleisthenis-I-Programm 2019 durch Kinotita ersetzt.

## Name
Der Name des Ortes ist ursprünglich arvanitisch (Κοκκινάτ), bedeutet „Rot“ (Rote Erde) und bezieht sich auf die rötliche Erde, welche in der Gegend häufig vorkommt und auf den hohen Bauxitgehalt zurückzuführen ist.